# Fancy Cherono
Pour les articles homonymes, voir Cherono.
Fancy Cherono (née le 2 août 2001 à Kericho) est une athlète kényane spécialiste des épreuves de steeple.

## Palmarès

### International
| Date | Compétition                    | Lieu      | Résultat | Épreuve         | Performance   |
| ---- | ------------------------------ | --------- | -------- | --------------- | ------------- |
| 2018 | Jeux africains de la jeunesse  | Alger     | 1re      | 2 000 m steeple | 6 min 17 s 68 |
| 2018 | Championnats d'Afrique         | Asaba     | 3e       | 3 000 m steeple | 9 min 23 s 92 |
| 2018 | Jeux olympiques de la jeunesse | Singapour | 1re      | 2 000 m steeple | 2 pts         |
| 2019 | Championnats d'Afrique juniors | Abidjan   | 1re      | 2 000 m steeple | 9 min 48 s 56 |

### National
- Championnats du Kenya d'athlétisme
  - Vainqueur du 3 000 mètres steeple en 2019